# هنري يونغ
هنري يونغ (بالإنجليزية: Henri Young)‏ هو مجرم أمريكي، (ولد في كانساس سيتي في الولايات المتحدة 1911  م).